# Pleuronota octomaculata
Pleuronota octomaculata är en skalbaggsart som beskrevs av Ernst Gustav Kraatz 1892. Pleuronota octomaculata ingår i släktet Pleuronota och familjen Cetoniidae. Inga underarter finns listade i Catalogue of Life.